# 기원 2600년 기념 행사

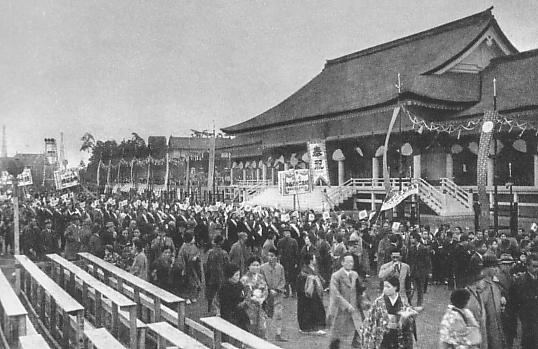
기원 2600년 기념 식전회장 (1940년 11월 11일)

기원 2600년 기념 행사(일본어: 紀元二千六百年記念行事)는 1940년에 일본 정부가 진무 천황 즉위를 기념해 이른바 황기(皇紀) 2600년을 축하한 일련의 행사를 가리키는 말이다.

## 배경
일본서기에 따르면 서기 1940년은 진무 천황(神武天皇)의 즉위 2600년을 맞는 해이다. 이를 기념하기 위해 일본 정부는 1935년부터 ‘기원 2600년 축전 준비 위원회(紀元二千六百年祝典準備委員会)’를 발족시켜 가시하라 신궁(橿原神宮)이나 여러 능묘의 정비 등의 행사를 계획·추진했다. 이는 당시 일본 제국이 내세우고 있던 ‘신국(神國) 일본’의 국체(國體) 관념을 일반 국민들에게 두루 미치게 하자는 의도가 있었고, 이에 따라 행사는 모두 신토 색이 짙은 성질의 것이었다. 가시하라 신궁의 정비에는 전국의 수학 여행생들을 포함해 121만 명을 근로봉사케 하고, 당시 일본의 식민지였던 베이징 신사, 남양 신사(팔라우), 건국신묘(建国神廟, 만주국)도 이 행사를 위해 1940년에 건립되었다. 또 연구·교육 기관에서는 이 행사의 일환으로 진구코가쿠칸(神宮皇學館)이 구제전문학교(旧制専門学校)에서 구제대학(旧制大学)으로 승격되었다.
일본 정부는 일본이 긴 역사를 가지는 위대한 나라라는 것을 내외에 내보이고, 또 중일 전쟁의 장기화와 그에 따르는 물자 통제에 따른 후방 국민 생활의 궁핍이나 피폐감을 여러 가지 축제나 행사에의 참가로 해소시켜 보자는 목적도 가지고 있어서, 1940년 초부터 가시하라 신궁의 참배를 라디오 중계에서 다루고, 소위 기원절(紀元節)에는 전국의 11만 개의 신사에서 대제(大祭)가 행해졌으며, 전람회 및 체육대회 등 각양각색의 기념 행사가 펼쳐졌다.
1940년 11월 10일, 고쿄 가이엔(皇居外苑)에서 내각 주최의 ‘기원 2600년 식전’이 성대하게 개최되었다. 11월 14일까지 관련 행사가 펼쳐져 국민의 축하 분위기는 절정에 달했다. 또, 식전에 맞춰 황기 2600년 기념 봉축곡이 작곡되었다.
하지만 계속되는 전쟁에 따른 물자부족에 따라 점점 행사도 간소화되었고, 또 행사 종료 후에 일제히 붙여진 대정익찬회(大政翼賛会)의 포스터 “축하는 끝났다. 자 일하자!”(祝ひ終つた。さあ働かう!)의 표어는 다시 국민 생활을 긴축적으로 유지케 하고, 전시하의 국민 생활은 피폐해져 가는 것을 상징했다.

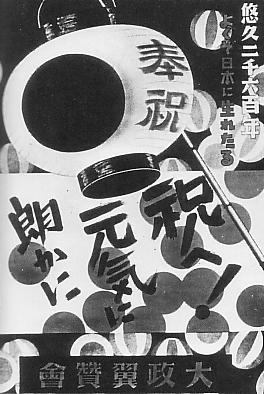
11월 14일까지 붙여진 포스터. “축하하라! 활기차게, 명랑하게”(祝へ!元気に、朗かに)
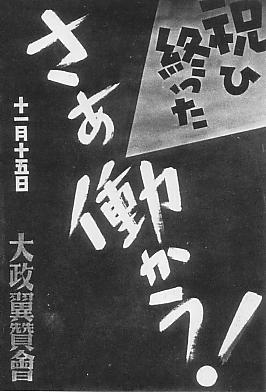
11월 15일부터 붙여진 포스터. “축하는 끝났다. 자 일하자!”(祝ひ終つた。さあ働かう!)

## 기원 2600년 식전
내각 주최의 ‘기원 2600년 식전’이 11월 10일에 고쿄 가이엔에서 거행되었다. 식전을 위해서 신덴즈쿠리(寝殿造)의 고카덴(光華殿)에서 준비가 행해진다. 식순은 다음과 같았다.
- 개회사(고노에 후미마로 내각총리대신)
- 기미가요 봉창(奉唱)
- 고노에 내각총리대신에 의한 축사 주상(奏上)
- 칙어(勅語) 하사
- 군악대·도쿄 음악학교의 기원 2600년 송가 제창
- 만세삼창
- 폐회사

이 행사는 일본방송협회(日本放送協會)에 의해 라디오로 실황 중계되었는데, 천황의 칙어를 낭독할 때는 도중에 방송이 중단되었다. 이는 라디오 청취자가 어떤 자세로 방송을 듣고 있는지 모르기 때문에 소위 ‘불경’으로 여겨지는 상황을 피하기 위한 조치였다. 천황의 육성이 정식으로 라디오에서 방송된 것은 1945년에 태평양 전쟁의 패전을 인정하는 ‘옥음방송’이다.

## 올림픽과 엑스포의 동시 개최 계획
또, 국위선양(國威宣揚)의 기회 및 국력의 대외적 과시를 노린 일본 정부는 국제적 이벤트 유치를 1940년을 맞아 계획하고 있었다. ‘올림픽’과 ‘만국 박람회’가 그것으로, 실제로 이러한 대규모 이벤트의 개최가 정식으로 결정되었다.
- 1940년 하계 올림픽
- 1940년 동계 올림픽
- 기원 2600년 기념 일본 만국 박람회

그러나 이러한 행사들은 1937년에 발발한 중일 전쟁의 장기화에 따라 결국 개최되지 못했다. 그러나 가치도키바시(勝鬨橋)와 같이 이러한 행사들을 위해 만들어진 건조물은 아직 남아있다.

## 기타 기념·행사 사업

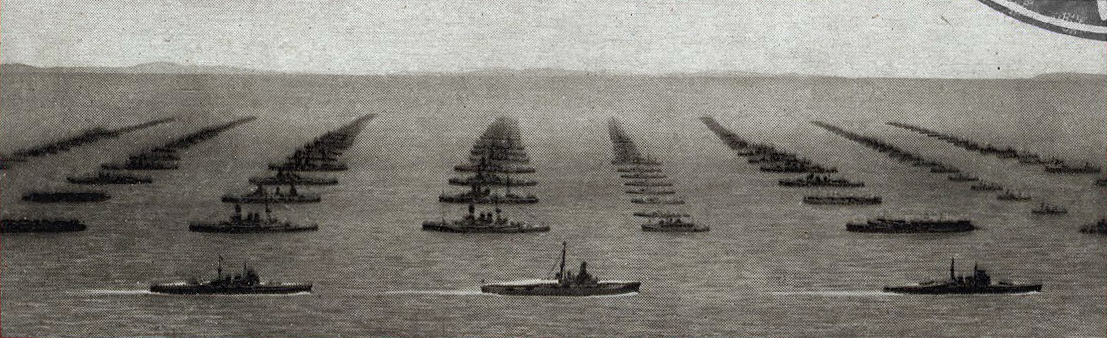
기원 2600년 특별 관함식

- 기원 2600년 특별 관함식 (10월 11일)
- 황기 2600년 봉축 전국기독교신도대회 (10월 17일(신상제(神嘗祭)), 일본기독교단)
- 기원 2600년 기념 관병식 (10월 21일)
- 기원 2600년 봉축회 (11월 11일)
- 기원 2600년 봉축 미술 전람회 (4월, 11월, 12월)
- 기원 2600년 기념 무도 어람시합 (검도·유도·궁도)
- 가시하라 신궁 부지 및 우네비야마(畝傍山) 동북릉(진무 천황 릉) 확장 정비
- 미야자키 신궁(宮崎神宮) 경역 확장 정비(팔굉일우 탑 건설)
- 궁성 외원 정비
- 천황릉의 참배 도로 정비

## 신궁 참배 권유
1940년 무렵은 자원 부족에 따른 통제 경제 시대로써 군사 수송을 최우선하는 관점에서 "사치는 적이다", "유락(遊樂) 여행 폐지", "행락 수송으로 중요한 수송을 방해하지 마라"라는 슬로건이 역에 붙여지는 등 관광 여행 자제를 정부가 호소하고 있었다. 하지만 황실과 관련된 신사인 메이지 신궁, 가시하라 신궁, 이세 신궁(伊勢神宮)에의 참배는 예외로 여겨졌으며 오히려 할인 승차권을 판매하는 등 참배를 권유하고 있었다. 또한 국민들이 오랫동안 여행을 하지 못했던 이유도 있어서 신사로의 외출은 활개를 띄었다. 1940년 가시하라 신궁에 참배한 사람은 약 1,000만명, 이세 신궁에는 약 800만명으로 추정된다. 또 이세 신궁과 가시하라 신궁에 연선이 있던 사철 회사들은 이 수송에 대처하기 위해 임시 열차를 준비하기도 했다.

## 기념 우표
당시 일본 체신성은 기원 2600년을 기념한 기념 우표를 발행했다. 기원절인 2월 11일에는 2센과 10센 기념 우표를 발행했고 식전이 개최된 11월 10일에는 4센과 20센 기념 우표를 발행한다. 기념 우표의 디자인은 일본서기와 관련된 소재를 담고 있는데 2센은 금치, 4센은 다카치호, 10센은 엄숙함, 20센은 가시하라 신궁을 소재로 하고 있다. 만주국도 일본 기원 2600년 기념 우표 2종을 발행했다.

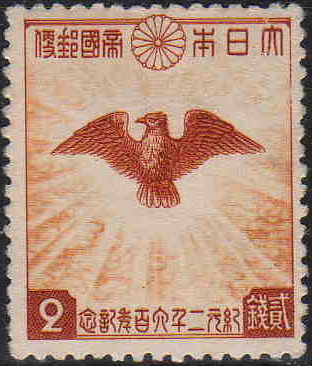
금치(金鵄)
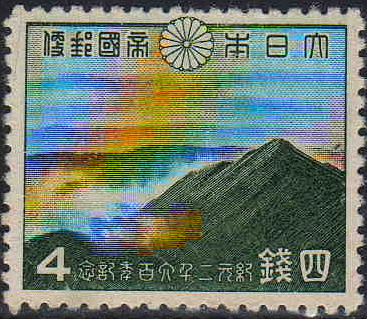
다카치호(高千穂)
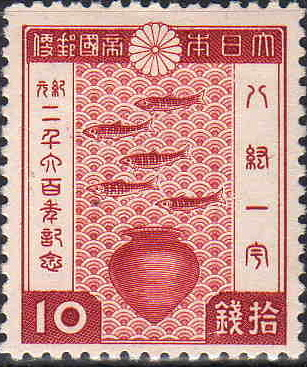
오른쪽에 팔굉일우라고 적혀있다.
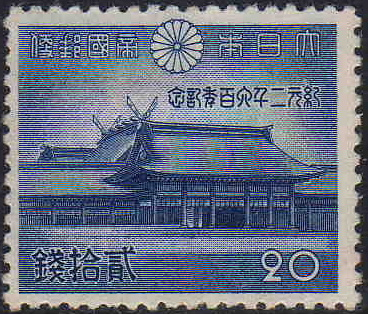
가시하라 신궁

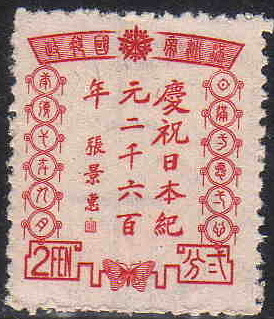
장징후이의 글이 쓰여진 만주국의 2펀 기념 우표
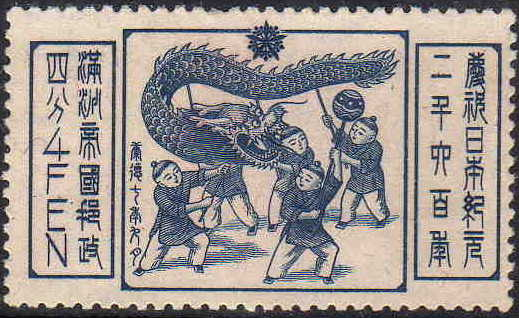
만주국의 4펀 기념 우표

## 기념 영화
- 《천업봉송》(天業奉頌), 일본영화사(日本映画社), 1940년 제작, 60분

## 같이 보기
- 황기 2600년 기념 봉축곡